# William Hovell
William Hilton Hovell (n.26 aprilie 1786 – d. 9 noiembrie 1875) a fost un explorator englez al  Australiei.

## Viața
Hovell s-a născut la Yarmouth, Norfolk, Anglia și a devenit căpitan la Royal Navy înainte de a se instala la Noul Wales de Sud. Datorită întâlnirii cu Lord Simeon, devine conducătorul de vas și face mai multe călători comerciale în Noua Zeelandă.
În 1819, se instalează pe un teren lângă Sydney și se aventurează în explorări mai la sud. 
Descoperă valea Burragorang, în 1823. În 1824, Sir Thomas Brisbane, guvernatorul, îi cere să se întâlnească cu  Hamilton Hume pentru a întreprinde o explorare a ceea ce azi este Noul Wales de Sud și Victoria, pentru a obțină mai multe informații despre râurile din partea de Sud, ce curg în direcția golfului Spencer. 
Dificultățile apărute pentru finanțarea expediției, ia dederminat pe cei doi exploratori să finanțeze ei însuși, aproape toată călătoria. Guvernul nu le-a oferit decât câteva porții de hrană, veșminte, pături și arme din rezerva guvernamentală. 
Expediția a fost lansată la 3 octombrie 1824 cu șase oameni. Zece zile mai târziu, ajungeau la fortul Hume, și la 17 octombrie s-au vorbit să pornească cu cinci boi, trei cai și două căruțe. La 22 octombrie, au constatat, că singura modalitate de a traversa  fluviul Murrumbidgee, este de a folosi una din căruțe, ca o barcă pentru transportul materialelor. Oamenii, caii, și boii nu aveau decât apoi să traverseze înot. O zi sau două mai târziu, într-un peisaj accidentat, au avut mari dificultăți de a găsi un drum pentru căruțe. La 27 octombrie, decid să le abandoneze. 
Până la 16 noiembrie, nu au traversat decât regiuni muntoase greu accesibile. Ajung la Murray , pe care Hovell îl numește Hume, deoarece Hume a fost cel care la văzut mai întâi. Traversează Alpii Australieni (Munții Plenty și Désappointement), trec prin localitatea Mitta Mitta și peste râurile Ovens și Goulburn, atingând coasta în Golful Port Phillip (145º 25' long. E)  și descoperind numeroase râuri care păreau că au un loc comun de vărsare (regiunea Golfului Spencer).